# Festival de Cine Latinoamericano de Toulouse

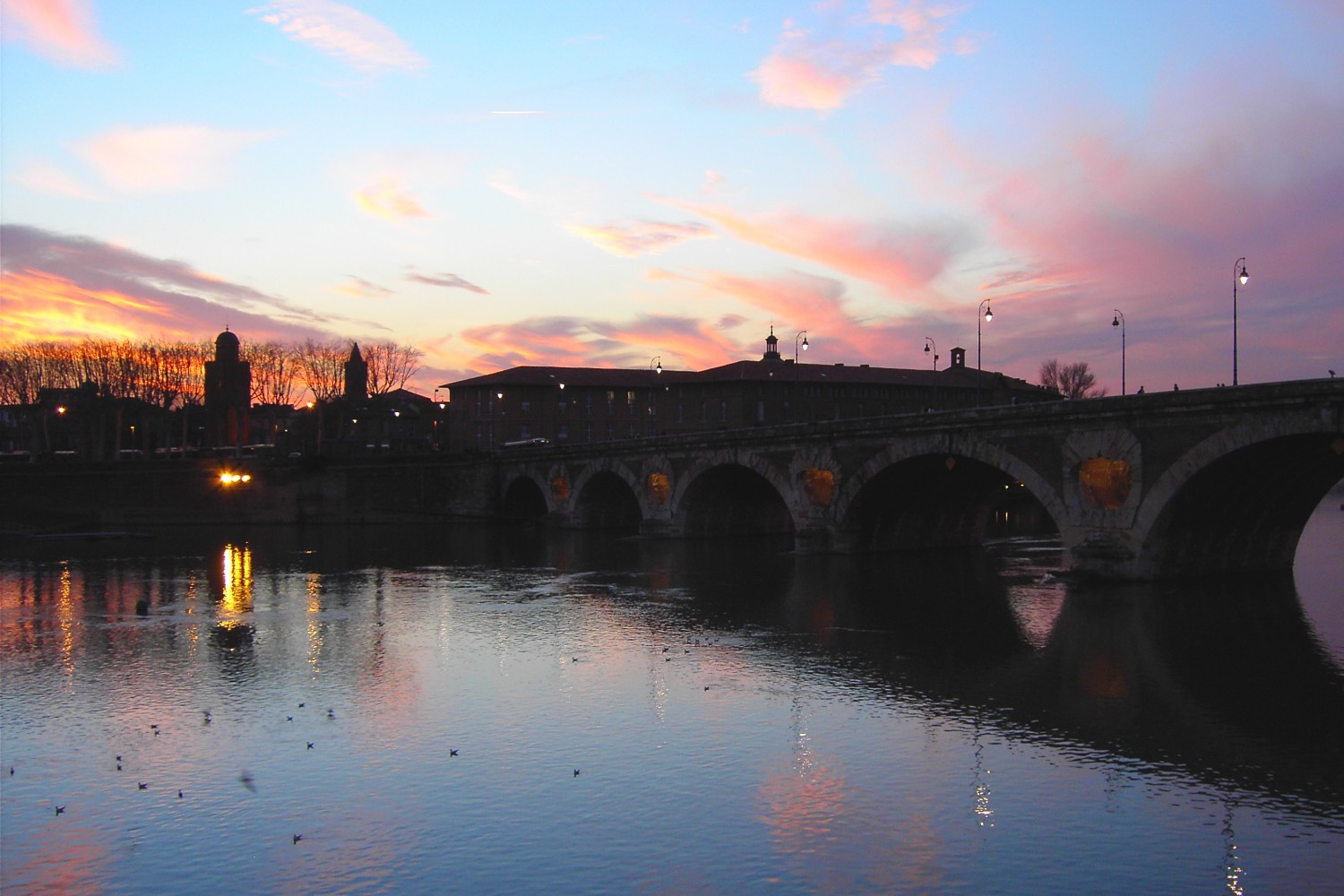
Toulouse, ciudad de Francia donde se realiza el Festival de Cine Latinoamericano.

El Festival de Cine Latinoamericano de Toulouse (orig. Rencontres Cinémas d'Amérique Latine de Toulouse) es un festival dedicado al cine latinoamericano, que se realiza anualmente en la ciudad de Toulouse (Francia), desde 1989.
Su premio principal es el Gran Premio "Coup de Cœur" (traducible literalmente como "golpe de corazón", pero que se trata de una expresión francesa relacionada con la conmoción que produce una obra exquisita, similar a "la piel de gallina", en español).

## Premios "Coup de Cœur"
Las siguientes son todas las películas ganadoras del Coup de Cœur desde 1998:
| Premios Coup de Cœur a la mejor película |                                                  |                                   |           |
| Año                                      | Película                                         | Dirección                         | País      |
| 1998                                     | Pizza, birra y faso                              | Bruno Stagnaro y Adrián Caetano   | Argentina |
| 1999                                     | La sonámbula                                     | Fernando Spiner                   | Argentina |
| 2000                                     | Mundo grúa                                       | Pablo Trapero                     | Argentina |
| 2001                                     | La ciénaga                                       | Lucrecia Martel                   | Argentina |
| 2002                                     | Domésticas, o filme                              | Fernando Meirelles y Nando Olival | Brasil    |
| 2003                                     | Amarelo Manga                                    | Claudio Assis                     | Brasil    |
| 2004                                     | Buena vida Delivery                              | Leonardo Di Cesare                | Argentina |
| 2005                                     | Sumas y restas (2004)                            | Víctor Gaviria                    | Colombia  |
| 2006                                     | La Sagrada Familia (2005)                        | Sebastián Lelio                   | Chile     |
| 2007                                     | Familia Tortuga (2006)                           | Rubén Imaz Castro                 | México    |
| 2008                                     | Cochochi (2007)                                  | Laura Guzmán e Israel Cárdenas    | México    |
| 2009                                     | Impulso (2009)                                   | Mateo Herrera                     | Ecuador   |
| 2010                                     | Viajo porque preciso, volto porque te amo (2009) | Karim Aïnouz y Marcelo Gomes      | Brasil    |
| 2011                                     | Las marimbas del infierno (2010)                 | Julio Hernández Cordón            | Guatemala |
| 2012                                     | Los últimos cristeros (2011)                     | Matías Meyer                      | México    |
| 2013                                     | Polvo (2012)                                     | Julio Hernández Cordón            | Guatemala |
| 2014                                     | O homem das multidōes (2013)                     | Marcelo Gomes y Cao Guimarães     | Brasil    |
| 2015                                     | Ausência (2014)                                  | Chico Teixeira                    | Brasil    |
| 2016                                     | Siembra (2015)                                   | Ángela Osorio y Santiago Lozano   | Colombia  |
| 2017                                     | Los nadie (2015)                                 | Juan Sebastián Mesa               | Colombia  |
| 2018                                     | Zama                                             | Lucrecia Martel                   | Argentina |
| 2019                                     | Los tiburones                                    | Lucía Garibaldi                   | Uruguay   |